# Reserva natural

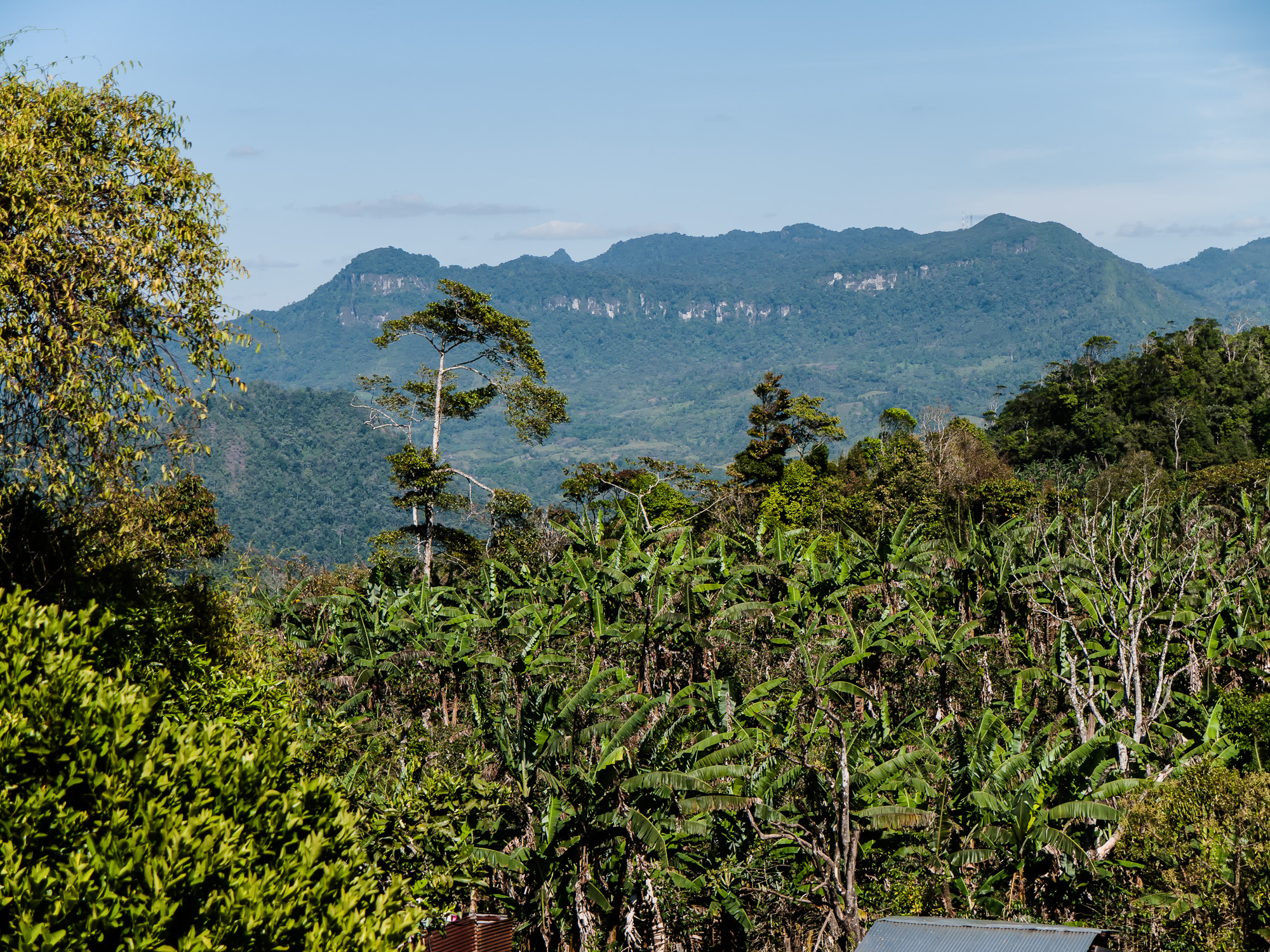
Peñas Blancas, parte de la Reserva de la Biosfera Bosawás y se incluye con la Reserva de la biosfera del río Plátano que geográficamente son una sola selva, es la segunda selva más grande del hemisferio occidental, después de la selva amazónica en Brasil. Ocupa la mayor parte en el noreste del departamento de Jinotega y la menor parte en el noroeste de la Región Autónoma de la Costa Caribe Norte (RACCN) en el norte de Nicaragua.

Una reserva natural o reserva ecológica es un área semiprotegida, de importancia para la vida silvestre, flora o fauna, o con rasgos geológicos de especial interés que es protegida y manejada por los humanos, con fines de conservación y de proveer oportunidades de investigación y de educación.

## Historia

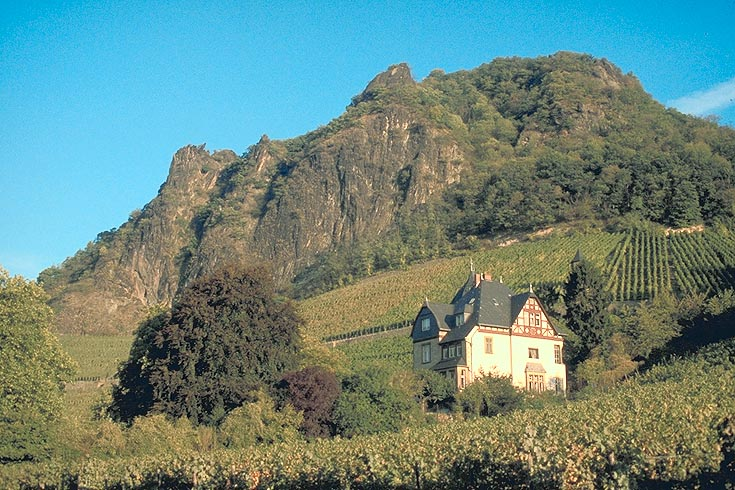
Viñedo al pie del Drachenfels (Renania del Norte-Westfalia, Alemania).

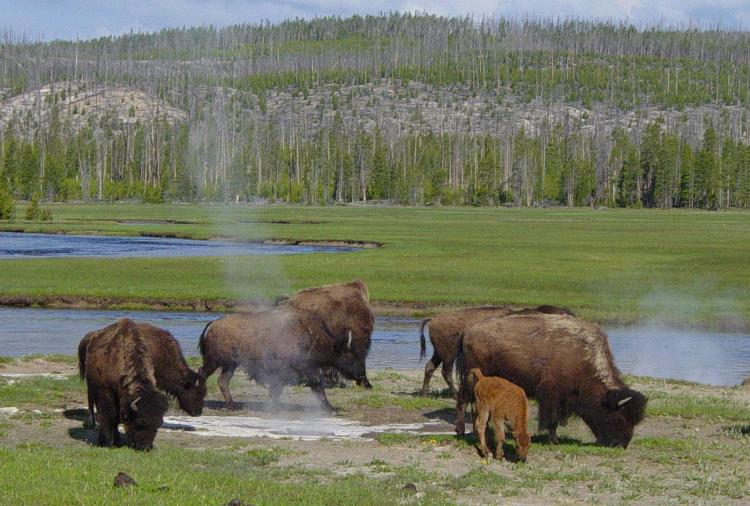
Bisontes pastando en el parque nacional de Yellowstone (Estados Unidos).

El primer país del mundo que tuvo un santuario natural fue Sri Lanka, año cuando el rey Devanampiya Tissa ordenó en el siglo III a. C. la protección de la vida silvestre de los alrededores del pueblo de Mihintale. Sin embargo, desde la antigüedad remota han existido prácticas culturales que equivalían al establecimiento y mantenimiento de áreas reservadas para la biota, incluyendo peces, aves acuáticas u otros animales. Pueden haber existido motivos religiosos como en los “bosques malditos” de algunas regiones de África donde los seres humanos no debían ir bajo pena de ataques por los espíritus. También ha habido tabúes sagrados que prohibían la entrada de los seres humanos a lugares dados. Tales prohibiciones existen en diversos lugares del mundo.
En épocas modernas se considera que Drachenfels ha sido la primera reserva natural. Prusia compró el terreno en 1836 para poner final a la minería que se estaba llevando a cabo en la zona. La primera reserva natural de gran magnitud fue el parque nacional de Yellowstone (Estados Unidos) en 1872, seguido del parque nacional Real cerca de Sídney, Australia y el parque nacional Nahuel Huapi (Argentina) creado en 1903, luego se creó el Il'menskii zapovédnik de la Unión Soviética en 1920. Este es el primero de su clase por ser una reserva creada por un gobierno federal para el estudio científico de la naturaleza (Weiner, Douglas. 1988. Models of Nature: University of Pittsburgh Press. Página 29).

## Reservas naturales en varios países
Las reservas naturales son designadas por instituciones gubernamentales en algunos países, tal como National Nature Reserve del Reino Unido o por organizaciones sin fines de lucro o instituciones investigadoras de diversos países independientemente de los gobiernos. Se las divide en diversas categorías según el grado de protección otorgado por las leyes locales. En el Ecuador existen mucha reservas ecológicas ya que es unos de los países como megadiversidad ejemplo de una de las reservas ecológica es la del Yasuní I.T.T.

### Argentina
En Argentina se denomina Sistema Nacional de Áreas Protegidas (SNAP) al conjunto de áreas naturales y especies animales protegidas total o parcialmente por el Estado nacional mediante el régimen establecido por la ley nacional de los Parques Nacionales, Monumentos Naturales y Reservas Nacionales n.º 22351. Los decretos n.º 2148/1990 de 10 de octubre de 1990 y n.º 453/1994 de 24 de marzo de 1994 reglamentaron la ley n.º 22351 agregaron 3 categorías restrictivas superpuestas a las categorías establecidas en la ley, las reservas naturales estrictas, las reservas naturales silvestres y las reservas naturales educativas. Además se encuentran las reservas naturales de la defensa, que son aquellas áreas silvestres cedidas en uso y administración a  las fuerzas militares, las cuales son administradas bajo una figura de conservación que contempla dicha circunstancia.

### Bolivia

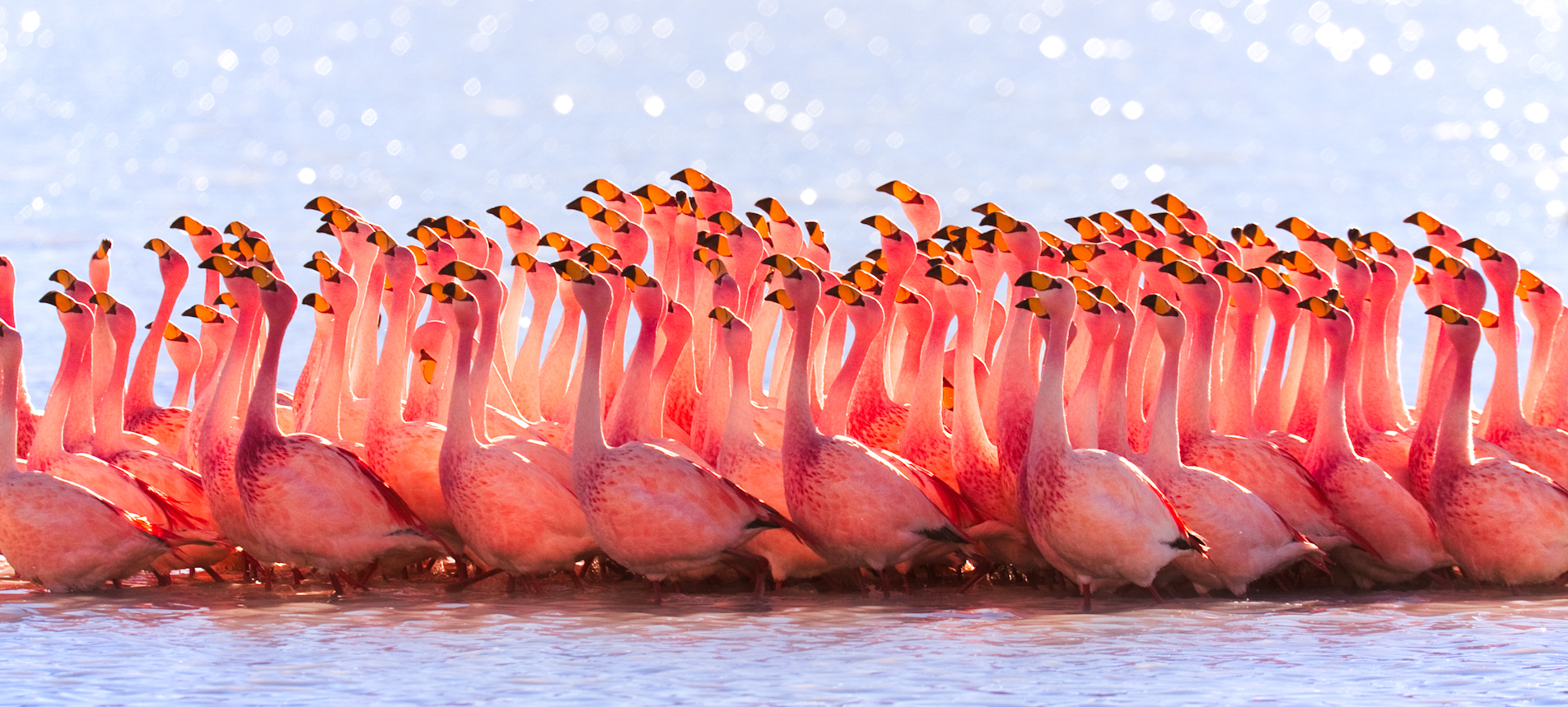
Flamencos de James en la Laguna Hedionda (Bolivia)

Bolivia posee una amplia red de reservas naturales que resguardan una gran variedad de flora y fauna, entre ellas especies en peligro. Destacan el Parque Nacional y Área Natural de Manejo Integrado Amboró, el Parque Nacional Noel Kempff Mercado y la Reserva Nacional de Fauna Andina Eduardo Avaroa. Estos espacios protegidos no solo cumplen un papel esencial en la conservación de la biodiversidad, sino que además impulsan el turismo, favorecen la investigación y contribuyen al desarrollo de las comunidades locales. El Servicio Nacional de Áreas Protegidas (SERNAP) es la institución gubernamental encargada de salvaguardar las áreas protegidas del país y coordinar su funcionamiento.

### Colombia
Las reservas naturales en Colombia son áreas protegidas que conservan una gran diversidad de ecosistemas y especies de flora y fauna. Colombia cuenta con 65 áreas protegidas dentro del Sistema de Parques Nacionales Naturales, incluyendo parques nacionales, reservas naturales, santuarios de fauna y flora, y distritos regionales de manejo integrado. Entre las reservas destacan la Serranía de Chiribiquete, la Reserva Nacional Natural Puinawai y el Parque Nacional Natural los Nevados, que protegen espacios con alta biodiversidad en regiones como la Amazonía, los Andes y la Orinoquía. Estas áreas buscan conservar la naturaleza, promover la investigación y ofrecer espacios para el ecoturismo y la educación ambiental.

### Chile

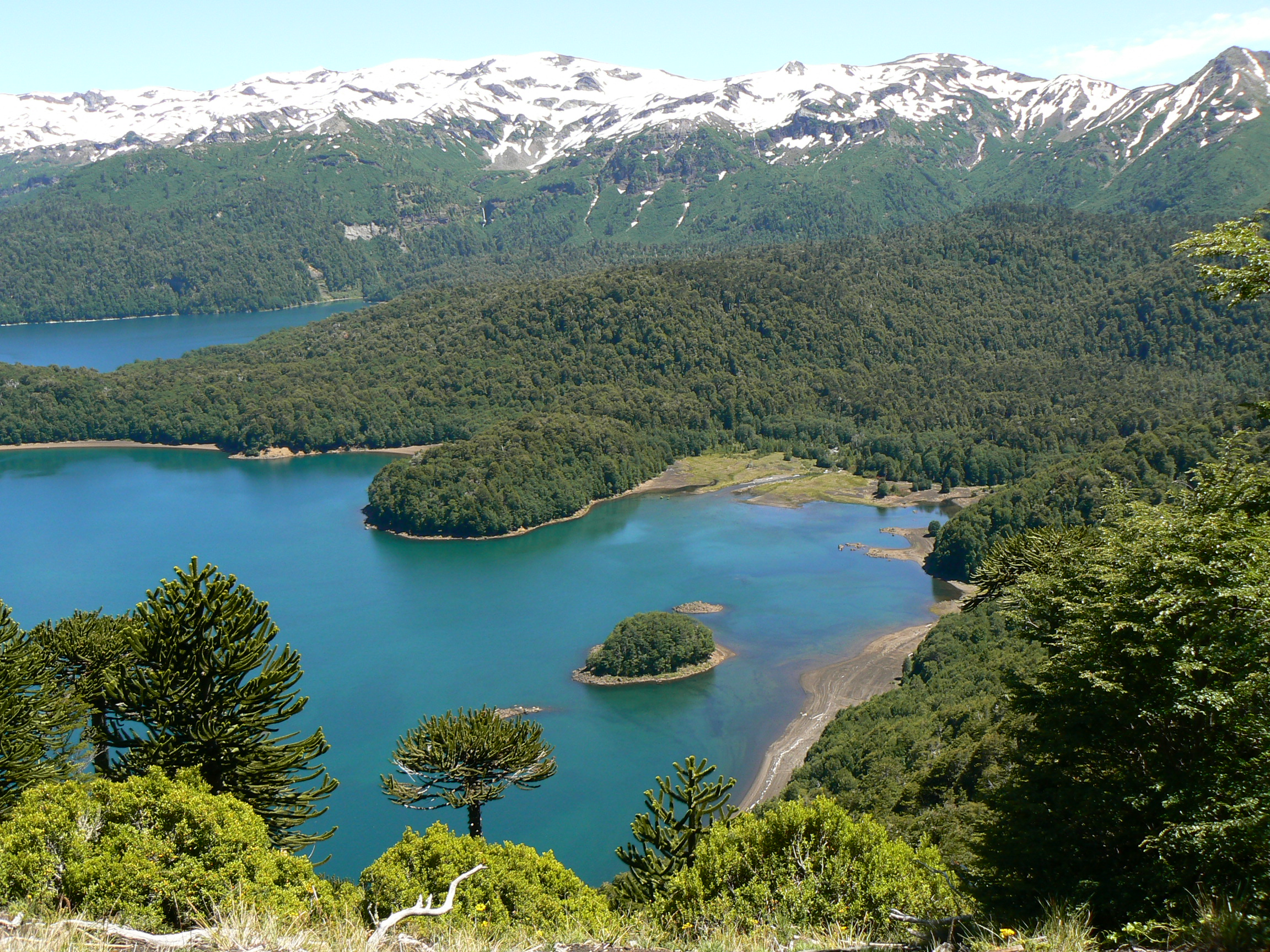
Lago Conguillío con la Sierra nevada de fondo. (Araucanía, Chile).

Debido a la diversidad existente en Chile, los distintos ecosistemas existentes son muy variados, siendo tan extremos los cambios como estepas desérticas (las más áridas del mundo) por el norte, y bosques húmedos (con los árboles más antiguos y vírgenes del mundo) en el sur. Así es como en Chile se han creado distintas áreas protegidas, la primera del país sería la Reserva nacional Malleco en 1907, siendo esta también la primera de Latinoamérica. Así en Chile existen hoy en día 105 áreas protegidas, clasificadas como: Parques nacionales, Reservas nacionales y Monumentos Naturales, superando los 14 millones de hectáreas, siendo el 19 % del territorio nacional, además Chile tiene áreas protegidas por organismos internacionales, teniendo de norte a sur a Parque nacional Lauca, Parque nacional Bosque Fray Jorge, Parque nacional Archipiélago de Juan Fernández, Parque nacional La Campana y Lago Peñuelas, Corredor biológico Nevados de Chillán - Laguna del Laja, Reserva de la biosfera Araucarias, Bosques Templados Lluviosos de los Andes Australes, Parque nacional Laguna San Rafael, Parque nacional Torres del Paine y Reserva de la biosfera Cabo de Hornos.

### Costa Rica
La Reserva Natural Absoluta Cabo Blanco en Costa Rica es el área protegida más antigua del país (1963). Posee una extensión de 1.172 hectáreas en la parte terrestre y 1.790 hectáreas en la parte marina, un kilómetro mar adentro a partir de la costa. Alberga especies de flora propia del bosque tropical húmedo y seco, y vida salvaje del Pacífico seco y gran cantidad de especies marinas. Cabo Blanco es un refugio de gran importancia para la protección de aves marinas, y es también una de las áreas de mayor belleza escénica de la costa del Pacífico.

### Nicaragua
La Reserva de la Biosfera Bosawás es un territorio de flora y fauna salvaje poblado por indígenas mayangnas y miskitos ocupando la mayor parte en el noreste del departamento de Jinotega y la menor parte en el noroeste de la Región Autónoma de la Costa Caribe Norte (RACCN) en el norte de Nicaragua. Fue declarada Reserva de la Biosfera por la Unesco en 1997. Su nombre deriva de los nombres «río Bocay, cerro Saslaya, y río Waspuk. La primera reserva fue fundada en 1954.

### México
México es un país donde existe una gran variedad de áreas protegidas ya que al ser un país de los llamados megadiversos y que posee alrededor del 10 % de la flora mundial además de un número indeterminado de especies se vuelve muy rico e indispensable de proteger. 
Según datos de la Comisión Nacional de Áreas Naturales Protegidas (Conanp), esta administra 187 Áreas Naturales Protegidas (de carácter federal) que representan 90,967,329 hectáreas y apoya 395 Áreas Destinadas Voluntariamente a la Conservación, con una superficie de 701,760 hectáreas. Las Áreas destinadas voluntariamente tienen la ventaja de mantener un blindaje frente al desarrollo de proyectos y obras públicas.
En México las categorías dispuestas a las áreas naturales protegidas, de carácter federal, son: Reserva de la Biósfera, Parques nacionales, Monumentos Naturales, Santuario, Parque Marino Nacional, Área de Protección de flora y fauna y Área de Protección de los Recursos Naturales.
En México las primeras reservas fueron el llamado "Desierto de los Leones" proclamado así por el presidente Venustiano Carranza el 15 de noviembre de 1917, la otra reserva aún más antigua presumiblemente del año 1898 fue "Parque nacional El Chico".
Otras reservas importantes de México también han sido dotadas del nombre parque nacional, una de ellas es bastante extensa y abarca los Estados de Puebla, Morelos y Estado de México; esta reserva lleva el nombre de "Parque nacional Izta-Popo Zoquiapan"

### Perú
El Perú cuenta con 77 Áreas Naturales Protegidas, que son las siguientes: 
RESERVAS DE BIOSFERA. Estas reservas son espacios que han sido reconocidos por la UNESCO como patrimonio mundial. Estas son las siguientes reservas que hay en el Perú:
- Reserva del Manu : Parque nacional del Manu.
- Reserva del Huascarán : Parque nacional del Huascarán.
- Reserva del Noroeste.
- Parque nacional Cerros de Amotape.
- Coto de Caza El Angolo.
- Reserva Nacional de Tumbes.

PARQUES NACIONALES Son áreas naturales protegidas intangibles, en ello está prohibida toda actividad humana, a excepción del ecoturismo y la educación ambiental en áreas muy restringidas.
PN Cutervo 2.500.00 ha Cajamarca 
- PN Tingo María en Huánuco.
- PN Manu en Cusco/Madre de Dios
- PN Huascarán en Ancash.

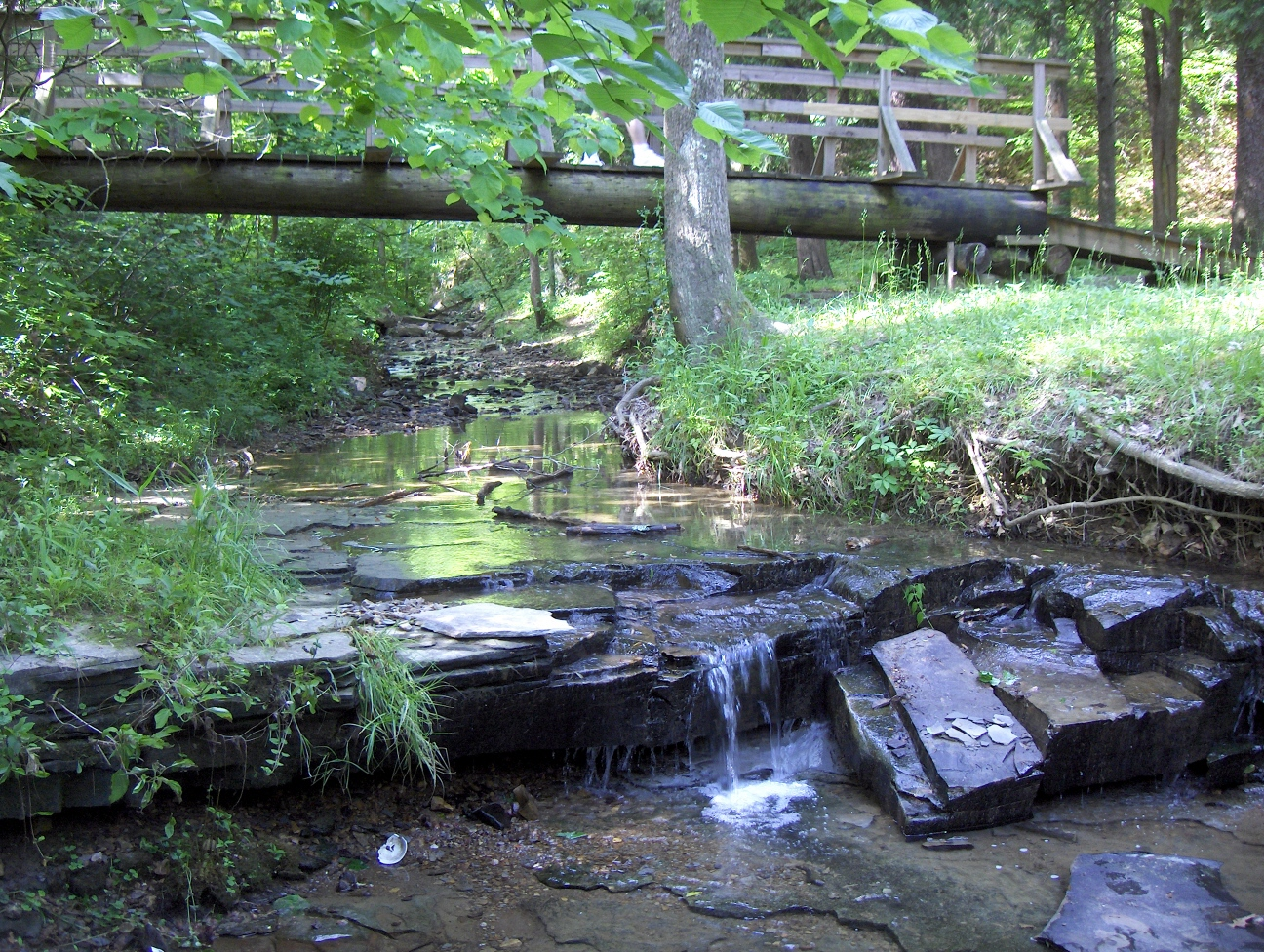
Arroyo Bee Lick, del Bosque Jefferson Memorial.

- PN Cerros de Amotape en Piura/Tumbes.
- PN Río Abiseo en San Martín.
- PN Yanachaga Chemillén en Pasco.
- PN Bahuaja Sonene en Madre de Dios/Puno.
- PN Cordillera Azul en San Martín/Loreto/Uca.
- PN Otishi en Cusco/Junín.

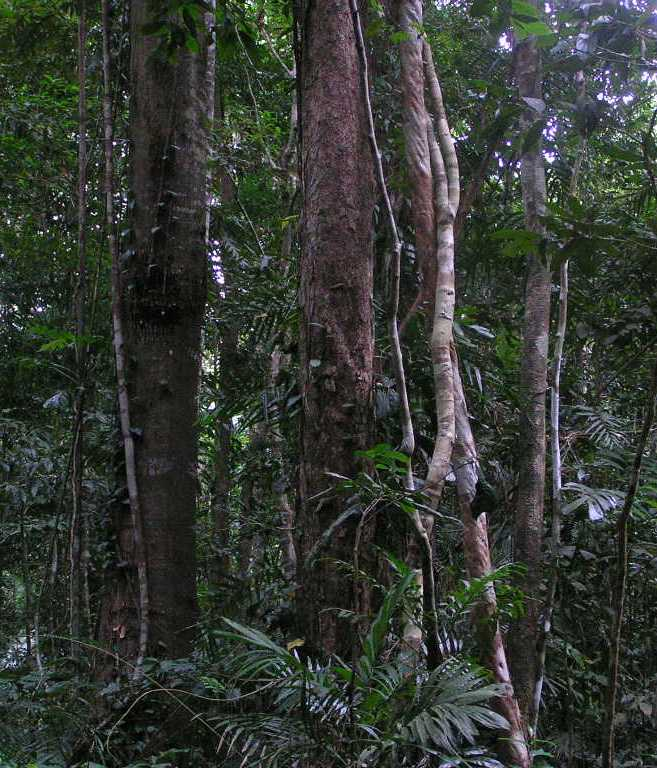
Bosque Daintree protegido en un parque nacional. Australia.

RESERVAS NACIONALES. Su objetivo es conservar la diversidad biológica además de permitir y fomentar la utilización sostenible de los recursos silvestres, es decir, se pueden comercializar los recursos naturales pero con planes de manejo aprobados y supervisados por la autoridad competente.
- RN Pampas Galeras que se encuentra en Ayacucho.
- RN Junín que se encuentra en Junín/Pasco
- RN Paracas que se encuentra en Ica.
- RN Lachay que se encuentra en Lima.
- RN Titicaca que se encuentra en Puno.
- RN Salinas-Aguada Blanca que se encuentra en Arequipa.
- RN Calipuy que se encuentra en La Libertad.
- RN Pacaya-Samiria que se encuentra en Loreto.
- RN Tambopata que se encuentra en Madre de Dios.

Entre otras reservas.

### Uruguay
En Uruguay, en 1966 se aprueba el Decreto 266 de 1966, que declara Refugio de Fauna a la Laguna Castillo, y Monumento Natural a las Dunas del Cabo Polonio.

### Venezuela
En Venezuela, las reservas naturales son protegidas por un mecanismo del Estado, llamado “Áreas Bajo Régimen de Administración Especial”, que se encarga de reservar y proteger estas áreas para fines ecológicos y de conservación. En estas áreas solo pueden realizarse actividades productivas, recreativas, científicas y educativas, teniendo como objetivo el preservarlas.

### Estados Unidos
El Servicio de Pesca y Vida Silvestre de los Estados Unidos («U.S. Fish and Wildlife Service») está a cargo del manejo de muchas reservas naturales, incluidos los refugios de vida salvaje nacionales. Los gobiernos estatales y locales administran otros y las organizaciones privadas muchos más con ayuda de donaciones personales.
Hay otro importante sistema de áreas protegidas, el Sistema de Parques Nacionales está bajo la jurisdicción del Servicio de Parques Nacionales que pertenece al Departamento del Interior de los Estados Unidos.

### Nueva Zelanda
En Nueva Zelanda existe una nomenclatura para los distintos tipos de reservas según el grado de protección de cada una: áreas silvestres, parques nacionales, reservas escénicas, reservas científicas y parques boscosos. En Nueva Zelanda una “isla ecológica” se refiere a un concepto relativamente nuevo de preservación de vida silvestre.

### Rusia
Hay alrededor de 100 reservas naturales en Rusia; ellas cubren unos 330.000 km² o aproximadamente el 1,4 % de la superficie del país. Algunas han existido desde antes de la revolución de octubre de 1917, pero la mayoría fueron creadas durante la era de la Unión Soviética. También hay áreas naturales donde solamente ciertas especies están protegidas o donde se prohíben sólo ciertas actividades. Se las conoce en ruso como zakaznik

### Unión Europea

#### España
En 2019 el conjunto de las Reservas de la Biosfera (RB) españolas están designadas por la UNESCO. En 2018 alcanzó el número de 49. Las Reservas de la Biosfera (RB) españolas están distribuidas por 15 de las 17 comunidades autónomas y tres de ellas son transfronterizas, de las cuales una es intercontinental.

#### Italia
En 2003 en Italia había 146 reservas naturales nacionales y 335 reservas naturales regionales (superficie total de estas, unas 225.000 hectáreas). Las reservas están desparramadas por toda Italia, sobre todo en los Alpes, Apeninos e islas. En la llanura padana se hallan principalmente cerca de los principales ríos.

#### Polonia
En 1918 había 39 reservas naturales en Polonia. El número aumentó a 211 en 1939 y llegó a 1368 en 2003. Sus áreas van de 0,5 a 5.000 hectáreas. La mayoría están en el sur de Polonia.

#### Reino Unido
Las áreas naturales son manejadas separadamente en Inglaterra, Escocia y Gales así que existen diferentes regulaciones.
En marzo de 2004 había 215 reservas naturales nacionales en Inglaterra con un total de 879 km². Las reservas están desparramadas por toda Inglaterra desde Lindisfarne en Northumberland hasta The Lizard en Cornualles. Prácticamente cada condado rural tiene una por lo menos. Muchas de estas reservas contienen especies raras de flores, helechos, musgos, mariposas y otros insectos y aves que anidan o pasan el invierno allí.
Hay alrededor de 1050 reservas naturales locales que van desde zonas costeras a bosques antiguos y prados florecientes a ferrocarriles, terrenos de desechos abandonados y parques industriales que han sido recolonizados por fauna y flora silvestre. En total cubren más de 40.000 ha y contribuyen en gran medida a la biodiversidad de Inglaterra. Un buen ejemplo es Rye Harbour Nature Reserve en Sussex del Este, con muchos senderos que permiten al visitante explorar los terrenos de pizarra, los esteros salados, los juncales y las marismas. 
En Escocia, en 1991 la ley del Patrimonio Natural creó una agencia gubernamental, el Patrimonio Natural Escocés, que responde a los ministros de Escocia y por medio de ellos al parlamento. En marzo de 2008 hay 65 reservas naturales nacionales con aproximadamente 1.330 km².

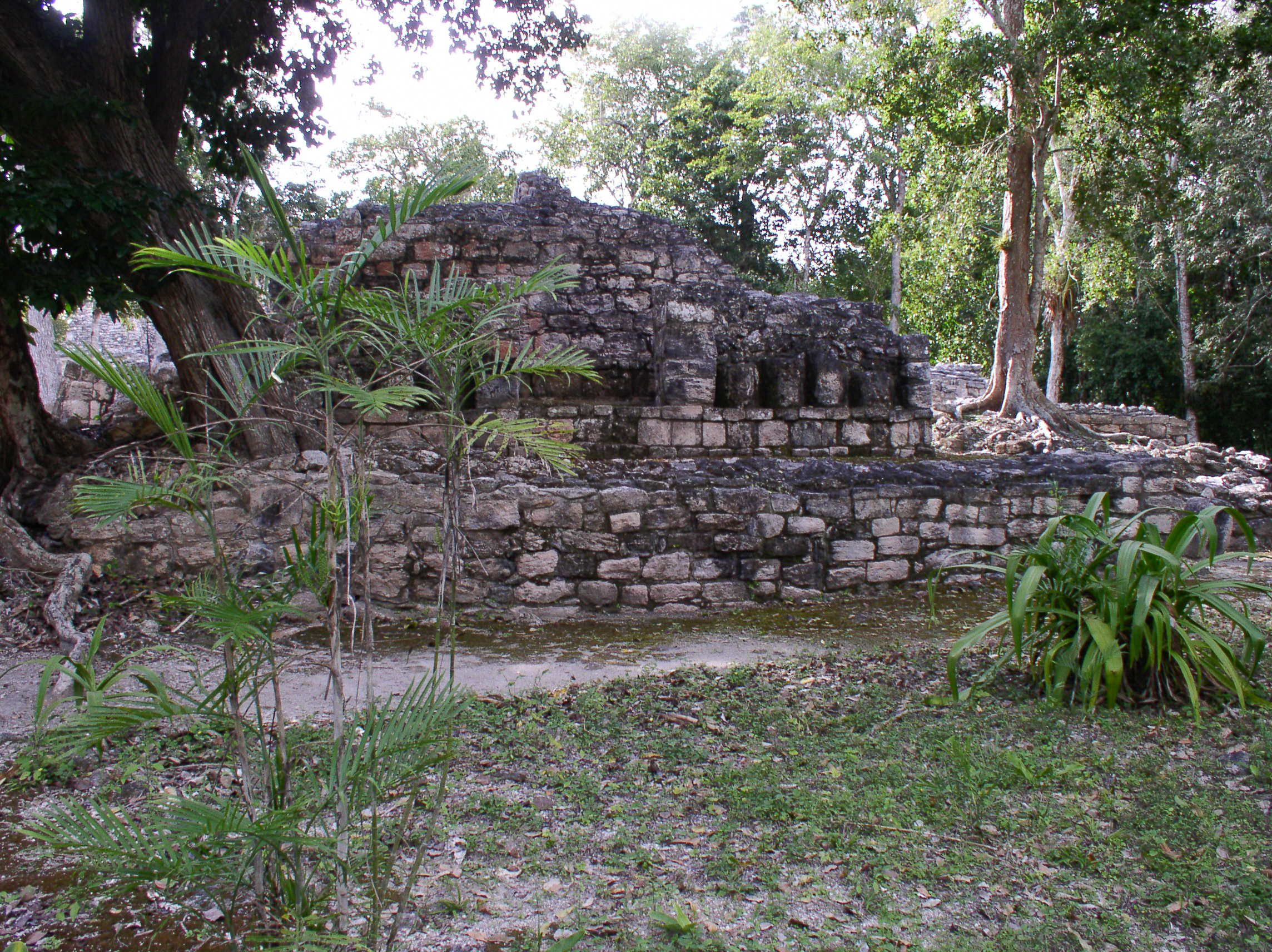
Reserva de la Biosfera de Calakmul, ruinas mayas.

## Reservas ecológicas, algunos ejemplos
- Reserva Ecológica de Buenos Aires - Argentina
- Parque nacional Canaima - Venezuela
- Reserva Ecológica de Colombia - Colombia
- Reserva nacional de Pacaya Samiria - Perú
- Reserva nacional de Tambopata - Perú
- Reserva nacional de Huascarán - Perú
- Santuario nacional Los Manglares - Perú
- Parque nacional Iguazú - Argentina y Brasil
- Reserva de la biosfera Araucarias Región de la Araucanía, Chile
- Reserva de la biosfera Menorca Islas Baleares -España
- Parque nacional Conguillio, Región de la Araucanía, Chile
- Parque nacional La Campana, Región Metropolitana, Chile
- Reserva del Pedregal de San Ángel - México
- Reserva Ecológica Sierra y Cañón de Jimulco - México
- Reserva de los Tuxtlas - México
- Parque nacional de Timanfaya - España
- Montañas Pitons - Santa Lucía
- Parque Anchorena - Uruguay
- Parque nacional y natural de Doñana - España
- Parque natural de las Sierras de Cazorla, Segura y Las Villas - España
- Parque nacional de Picos de Europa  - España